# Ceinture de Bordeaux
La Ceinture de Bordeaux est une ligne ferroviaire française contournant le centre de la ville de Bordeaux par l'ouest. Elle fait le lien entre la ligne Bordeaux – Irun et celle du Médoc.
Elle constitue la ligne no 586 000 du réseau ferré national.

## Histoire

### 1917: Création de la ligne
La ligne de ceinture fut construite pour relier les infrastructures ferroviaires du port de Bordeaux situées au nord de la ville, au réseau ferré national situé au sud de la ville (gare Saint Jean, franchissement de la Garonne par la passerelle Eiffel...)
Auparavant, les marchandises transitaient des installations portuaires à la gare Saint Jean en cheminant le long des quais.
La ligne de ceinture permettait aussi la jonction entre la gare Saint Jean et les lignes du Médoc (vers la pointe de Grave et Lacanau) avec le raccordement du Bonnaous.
Elle a été concédée à la Compagnie des chemins de fer du Midi et du Canal latéral à la Garonne par une convention signée dès le 9 juin 1883 entre le ministre des Travaux publics et la Compagnie (approuvée par une loi le 20 novembre de la même année). Cette jonction est ensuite déclarée d'utilité publique par une loi le 5 avril 1910.
La ligne est ouverte en 1917.

### XXième siècle: succès et déclin
La ligne rencontrant un grand succès, elle est améliorée tout au long de la première moitié du XXième siècle.
Ouverte en voie unique en 1917, la ligne est doublée dès 1922. En 1929, une grande gare "Art déco" est inaugurée à son terminus nord près des bassins à flots: la gare Saint Louis. Elle accueille le trafic voyageur mais aussi une gare de triage connectée directement au port. En 1934, la ligne est électrifiée en totalité par la Compagnie des chemins de fer du Midi en 1,5 kV.
La seconde moitié du siècle voit la ligne décliner. Elle perd son trafic marchandise avec le déplacement du port de Bordeaux à Bassens. Elle est concurrencée par le choix du tout automobile dans l'aménagement urbain bordelais. En 1968, la gare Saint Louis ferme au trafic voyageur (elle est devenue la galerie commerciale du supermarché Leclerc). Le triage est détruit (remplacé par un quartier résidentiel les "Allées Haussmann" vers 2000).

### XXIième siècle: renaissance en ligne de transport du quotidien
Au tournant du siècle, la ligne de ceinture est réinvestie dans le cadre du renouveau urbain bordelais. Les nouveaux aménagements se succèdent.
Après une interruption à la circulation de 6 mois, la ligne est complètement rénovée en 2010. Ces travaux comprennent la création d'une gare à Mérignac-Arlac connectant la ligne au tramway de Bordeaux.
En 2012, la branche vers Ravezies est abandonnée (ce trajet est dorénavant exploité par une nouvelle branche de la Ligne C du tramway de Bordeaux).
En 2017, le raccordement des Échoppes-Pessac a rouvert (reconnectant la ligne de ceinture à la ligne Bordeaux- Irun dans le sens sortant).
Dans le cadre du RER métropolitain, deux nouveaux arrêt sont créés. En juin 2023, la halte du Bouscat-Sainte-Germaine, est ouverte avec une correspondance avec la ligne D du tramway de Bordeaux (station Sainte-Germaine). Un nouvel arrêt doit ouvrir en 2025 avec la relance de la gare Talence-Médoquine.

## Caractéristiques

### Tracé
La ligne est brève (une quinzaine de km). Construite en 1917 pour contourner la ville par l'ouest, elle est aujourd'hui au cœur du tissu urbain bordelais.

### Gares
Dans le sens inverse des aiguilles d’une montre, on trouve en commençant au nord :
- Gare du Bouscat-Sainte-Germaine (ouverte en 2023)
- Gare de Caudéran - Mérignac
- Gare de Mérignac-Arlac (ouverte en 2010)
- Gare de Talence-Médoquine (réouverture prévue en 2025)
- Gare de Bordeaux-Saint-Jean

## Exploitation

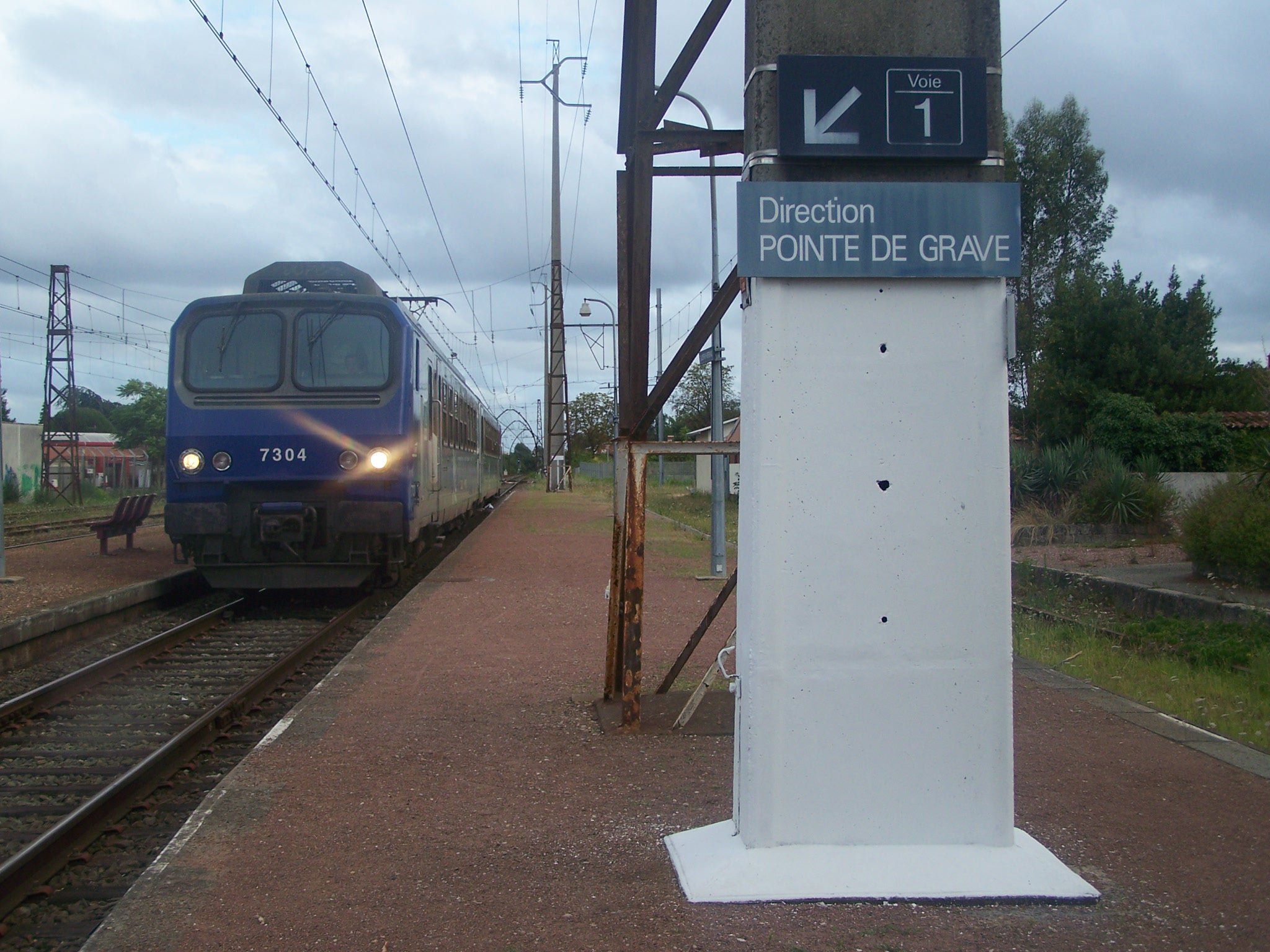
TER Bordeaux-Le Verdon entrant en gare de Caudéran en soirée.

La ligne est essentiellement parcourue par la ligne 42 du TER de la région Nouvelle aquitaine (plus un trafic fret provenant du port du Verdon).